# Тарту (аэродром)
Тарту (Раади) — неиспользуемый с 1996 года военный аэродром в уезде Тартумаа Эстонии, расположенный на северо-восточной окраине города Тарту. Принимавшиеся воздушные суда: Ту-134; Ан-12, Ан-26, Ан-24; Ил-18; Ил-76; вертолёты. Изначально был предназначен для эксплуатации бомбардировщиков, военно-транспортных самолётов, а также отдельных вертолётов.

## 1912—1940
14 апреля 1912 года на поле Раади возле города Тарту в Эстонии российский лётчик Сергей Уточкин поднял в воздух биплан Farman IV. Его дядя — Барон Липхарт два года спустя дал разрешение на использование этой территории лётной ротой Петербургского военного округа при полётах (Гатчина — Таллин — Хаапсалу — Рига — Тарту — Нарва — Гатчина) для промежуточной посадки.
В 1918 году, после получения независимости Эстонией, поле Раади было занято 2-й эскадрильей лётного подразделения Вооружённых Сил Эстонской республики. В 1919 году здесь были построены 2 ангара. В 1925 аэродром был расширен.
К 1940 году на аэродроме базировались три разведчика-бомбардировщика чешского производства S-328 и два учебно-тренировочных самолёта PTO-4, изготовленных в Эстонии.
В мае 1940 на аэродром были доставлены самолёты-разведчики «Хеншель» Hs 126, но вскоре, в связи с включением Эстонии в СССР, полёты на них прекратились.

## 1940—1945
В октябре 1940 года в Тарту прибыли 50 скоростных бомбардировщиков СБ 35-го скоростного бомбардировочного авиаполка ВВС РККА. 
В первый же день Великой Отечественной войны 35-й сбап был переброшен ближе к линии фронта - на территорию Латвии под Митаву.
В дальнейшем аэродром использовался преимущественно авиацией люфтваффе — транспортной авиацией, а по приближении в 1944 году линии фронта к Тарту, в том числе и бомбардировщиками Junkers Ju 87, а также истребителями Bf 109, Fw 190. Во время немецкой оккупации взлётно-посадочная полоса была покрыта искусственным покрытием. В июле-сентябре 1944 года здесь находились подразделения «помощников ПВО» (эстонские добровольцы 15-20 лет, обслуживавшие зенитные орудия и прожектора частей люфтваффе).

## Мирный период
По окончании войны с августа 1945 года на аэродроме базировалась 281-я штурмовая авиационная Новгородская Краснознамённая дивизия в составе трех полков на самолетах Ил-2. В апреле 1946 года дивизия вошла в состав Авиации Воздушно-десантных войск СССР, изменила наименование на 281-я транспортная авиационная Новгородская Краснознамённая дивизия и получила на вооружении самолёты Ли-2. В октябре 1946 года дивизия перебазировалась на аэродромный узел Кречевицы (Новгородская область).
После войны в ходе реконструкций лётное поле значительно расширялось — ИВПП достигло длины 3000 м, были добавлены широкие зоны рассредоточения, в результате чего в 1960-е годы аэродром стал самым большим из военных аэродромов Восточной Европы. На аэродроме базировались:
- 132-й тяжёлый бомбардировочный авиационный Берлинский орденов Кутузова и Александра Невского полк. До 1987 года на его вооружении состояли стратегические бомбардировщики Ту-16, с 1987 — Ту-22М3. Этот полк входил в 326-ю тяжёлую бомбардировочную авиационную дивизию (командир — Джохар Дудаев).
- 196-й гвардейский военно-транспортный авиационный Минский полк на самолетах Ил-76М с августа 1958 года по январь 1993 года.

Обеспечение аэродрома производилось складом ГСМ Кяркна и складами авиационных средств поражения в Акиметса и Марама. В конце 1980-х годов произошло загрязнение грунтовых вод в результате периодических утечек керосина, который оседал в водоносных слоях грунта и выкачивался с водой скважинами близлежащей частной застройки. Очистка грунтовых вод была произведена в начале 1990-х годов, уже после ухода российских войск.

## В независимой Эстонии
С 1991 по 1993 годы производился вывод Российских войск из Эстонии; аэродром в 1992 году был передан Силам обороны Эстонии, которые в 1993 году, в свою очередь, передали лётное поле акционерному обществу «Tartu Raadi lennujaam».

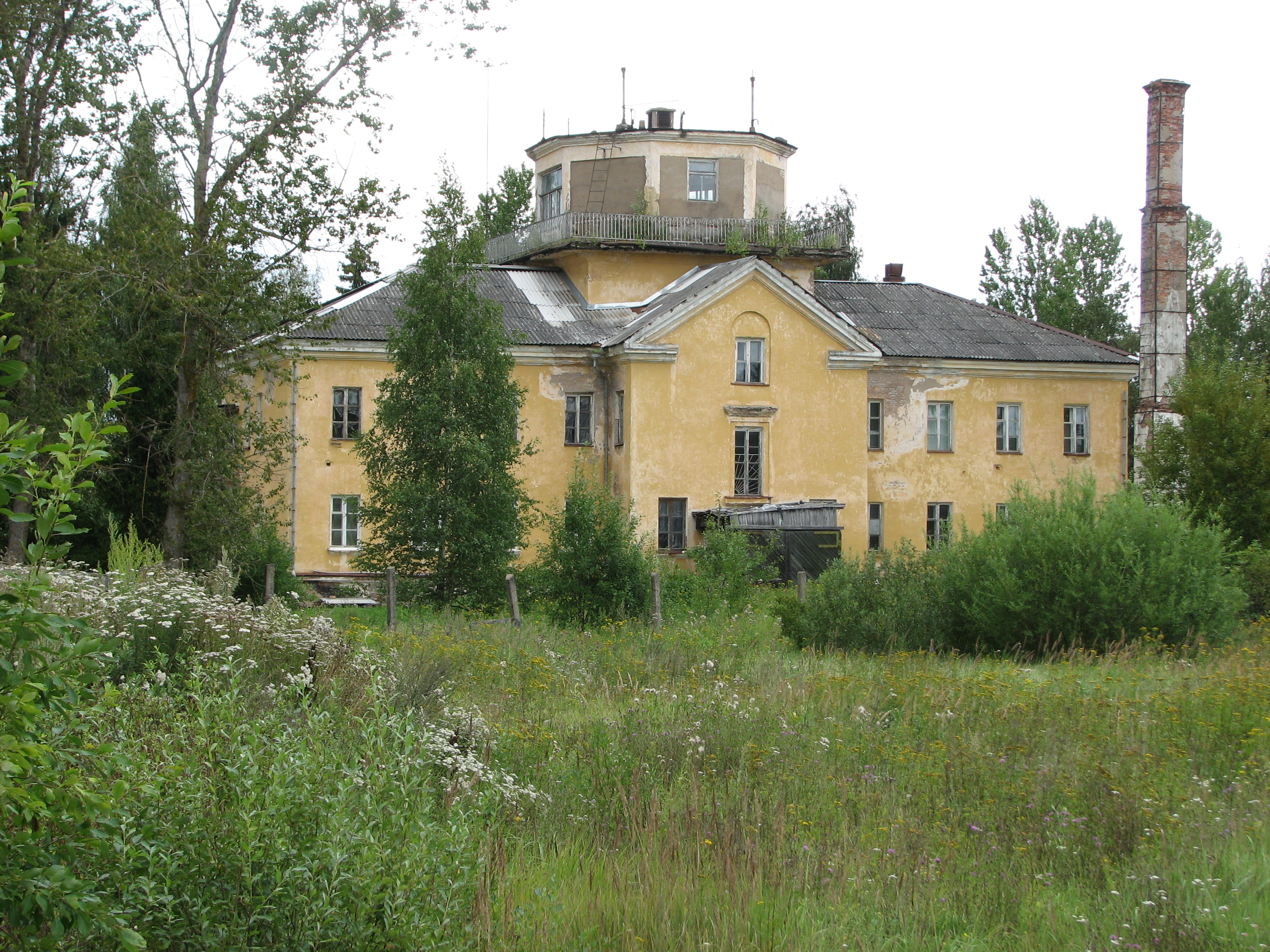
Командный пункт

В 1994 году на аэродром приземлялся самолёт президента Польши Леха Валенса.
Использование аэродрома по назначению — для отдельных взлётов и посадок летательных аппаратов проводилось периодически — до 1996 года включительно.
В связи с износом искусственных покрытий, отчасти из-за отсутствия работы аэродромно-эксплуатационных подразделений (служб), полёты прекратились. Около трёх лет поднимался вопрос о восстановлении аэродрома, но в 1999 году от него окончательно отказались.
На лётном поле до сих пор существуют два ангара 1920 года постройки, командный пункт, укрытия летательных аппаратов, ИВПП и отдельные руины служебно-технической застройки. Лётное поле частично используется городским авторынком.